# Epoca hadron
În cosmologia fizică, epoca hadron a fost perioada din evoluția universului timpuriu, când masa universului a fost dominată de hadroni.
A început la aproximativ 10−6 secunde după Big Bang, când temperatura universului a scăzut suficient pentru a permite quarcilor din epoca quark să se lege împreună în hadroni. Inițial temperatura a fost suficient de ridicată pentru a permite formarea perechilor de hadron/anti-hadron, care au menținut materia și antimateria în echilibru termic. Pe măsură ce temperatura universului a continuat să scadă, perechile de hadron/anti-hadron nu au mai fost produse. Majoritatea hadronilor și anti-hadronilor au fost apoi eliminați în reacții de anihilare, lăsând un mic reziduu de hadroni. Eliminarea anti-hadronilor a fost finalizată la o secundă după Big Bang, când a început epoca lepton.